# Серро-Соло
Серро-Соло — большой стратовулкан на границе Аргентины и Чили, к западу от Охос-дель-Саладо. Он состоит из девяти центров извержения и покрыт отложениями пирокластических потоков светлых риодацитов.